# Kroniki marsjańskie
Kroniki marsjańskie (tyt. oryg. The Martian Chronicles) – zbiór opowiadań fantastycznonaukowych Raya Bradbury’ego z roku 1950, spisanych w formie kroniki, ukazujących historię podboju Marsa przez Ziemian w latach 1999-2026.
Metaforycznie ukazana kolonizacja obcej planety przez żądnych zysku i wrażeń Ziemian odbywa się kosztem zniszczenia panującej na Marsie inteligentnej cywilizacji. Autor ukazuje swoje zniechęcenie wobec współczesnej sobie cywilizacji amerykańskiej, pełnej zadufania w sobie, poczucia wyższości oraz braku zrozumienia dla innych kultur i nacji.

## Spis treści
- Styczeń 1999. Rakietowe lato[1].
- Luty 1999. Ylla.
- Sierpień 1999. Letnia noc.
- Sierpień 1999. Ludzie z Ziemi.
- Marzec 2000. Obywatel.
- Kwiecień 2000. Trzecia ekspedycja.
- Czerwiec 2001. A księżyc będzie lśnił.
- Sierpień 2001. Osadnicy.
- Grudzień 2001. Zielony ranek.
- Luty 2002. Szarańcza.
- Sierpień 2002. Nocne spotkanie.
- Październik 2002. Brzeg.
- Luty 2003. Przerwa.
- Kwiecień 2003. Muzykanci.
- Czerwiec 2003. Podróż w przestworzach.
- 2004/05. Nadawanie nazw.
- Kwiecień 2005. Usher II.
- Sierpień 2005. Starzy.
- Wrzesień 2005. Marsjanin.
- Listopad 2005. Sklep z walizkami.
- Listopad 2005. Martwy sezon.
- Listopad 2005. Obserwatorzy.
- Grudzień 2005. Milczące miasto.
- Kwiecień 2026. Długie lata.
- Sierpień 2026. Nadejdą ciepłe deszcze.
- Październik 2026. Wycieczka na milion lat.

## Wydania polskie
- Ray Bradbury: Kroniki marsjańskie. przełożył Adam Kaska. Warszawa: Państwowe Wydawnictwo "Iskry", 1971, seria: Fantastyka-Przygoda. Brak numerów stron w książce
- Ray Bradbury: Kroniki marsjańskie. przełożyli Paulina Braiter, Paweł Ziemkiewicz. Warszawa: Prószyński i S-ka, 1997. ISBN 83-7180-023-1. Brak numerów stron w książce
- Ray Bradbury : Kroniki marsjańskie. Człowiek ilustrowany. Złociste jabłka słońca. Przełożyli Paulina Braiter, Paweł Ziemkiewicz. Wydawnictwo MAG, 2018. ISBN 978-66065-06-2.
- Ray Bradbury: Kroniki marsjańskie. przełożyli Paulina Braiter, Paweł Ziemkiewicz. Kraków: "Mediasat Poland", 2004. ISBN 84-9789-558-4. Brak numerów stron w książce